# Багиров, Руфат
Руфа́т Баги́ров (азерб. Rıfat Bağırov, 10 октября 1979) — азербайджанский шахматист, гроссмейстер (2002).
Играл в составе сборной Азербайджана в 1999 году, в командном чемпионате Европы в Батуми.
В составе сборной Азербайджана участник 34-й Олимпиады (2000) в Стамбуле.
В 2011 году на Открытом личном чемпионате Европы занял 238-е место.

## Изменения рейтинга
| Графики недоступны из-за технических проблем. См. информацию на Фабрикаторе и на mediawiki.org. |